# 시그마 중입자
시그마 중입자는 위 쿼크 또는 아래 쿼크 둘과 무거운 쿼크 (기묘 쿼크, 맵시 쿼크, 바닥 쿼크, 꼭대기 쿼크) 하나로 이루어진 중입자다. 아래첨자가 없는 것은 무거운 쿼크가 기묘 쿼크인 경우고, 만약 다른 쿼크인 경우 아래첨자로 표시한다. 기호는 그리스 대문자 시그마(Σ).

## 같이 보기
- 델타 중입자
- 람다 중입자
- 입자 목록
- 핵자
- 오메가 중입자
- 크시 중입자